# Exocarpos longifolius
Exocarpos longifolius är en sandelträdsväxtart som först beskrevs av Carl von Linné, och fick sitt nu gällande namn av Stephan Ladislaus Endlicher. Exocarpos longifolius ingår i släktet Exocarpos och familjen sandelträdsväxter. Inga underarter finns listade i Catalogue of Life.